# الجمهورية الغوريانية
كانت الجمهورية الغوريانية مجتمعًا متمردًا وُجد بين عامي 1902 و1906 في منطقة غوريا الجورجية الغربية (المعروفة آنذاك باسم أوزورغيت أويزد) في الإمبراطورية الروسية. نشأت من ثورة بسبب حقوق الرعي في عام 1902. تدخل العديد من القضايا المؤثرة على السكان الفلاحين في خلال العقود السابقة بما فيها الضرائب وملكية الأرض والعوامل الاقتصادية في بداية التمرد. كسب التمرد قوة دفع إضافية عبر جهود الديمقراطيين الاجتماعيين الجورجيين، بصرف النظر عن بعض التحفظات داخل حزبهم حول دعم حركة فلاحين، وتزايدت أكثر في إبان الثورة الروسية 1905.
رفضت الجمهورية الغوريانية خلال وجودها السلطة الروسية وأنشأت نظام حكمها الخاص، والذي تألف من مجالس للقرويين يلتقون فيها ويناقشون القضايا. طُرح شكل فريد من العدالة، حيث كان حضور المحاكمة يصوتون على الحكم. في حين أن الحركة انفصلت من الإدارة الإمبراطورية، لم تكن معادية لروسيا، ورغبت بالبقاء ضمن الإمبراطورية.
قادت الثورة الروسية في عام 1905 إلى انتفاضات شاملة في جميع أرجاء الإمبراطورية، بما في ذلك جورجيا، وردًا على ذلك نشرت السلطات الإمبراطورية الروسية القوات العسكرية لإنهاء التمردات، بما في ذلك في غوريا. تمكن الفلاحون المنظمون من درء قوة صغيرة من القوزاق، لكن السلطات الإمبراطورية عادت بقوة عسكرية ساحقة لإعادة تأكيد سيطرتها في 1906. أُعدم بعض القادة الجمهوريين أو سُجنوا أو نُفيوا، لكن لعب آخرون أدوارًا هامة لاحقًا في جمهورية جورجيا الديمقراطية 1918- 1921. أظهرت الجمهورية أيضًا أنه يمكن ضم الفلاحين إلى الحركة الاشتراكية، وهي فكرة قلل القادة الماركسيون السابقون من أهميتها.

## خلفية

### غوريا ضمن الإمبراطورية الروسية
كانت غوريا منطقة تاريخية في غرب جورجيا. في بداية القرن التاسع عشر، ضُمت إلى الإمبراطورية الروسية بصفة إمارة غوريا، وجُعلت محمية في عام 1810، واحتفظت بالحكم الذاتي حتى 1829 وقتما ضُمت رسميًا. أعيد تنظيم المنطقة في 1840 لتصير أويزد (قسم إداري ثانوي) وأعيدت تسميتها إلى أوزورغيت أويزد، تيمنًا بأوزورغيتي، المدينة الرئيسة في المنطقة، وأضيفت إلى محافظة كوتايس في 1846. حتى الحرب الروسية التركية وضم أجاريا في 1878، كانت غوريا على حدود الإمبراطورية العثمانية، وكان إرث الأرض الحدودية هذا بطيئًا في التبدد، فظل العديد من السكان المحليين مسلحين، وتردد قطاع الطرق إلى المنطقة.
ذكر تعداد سكان الإمبراطورية الروسية في عام 1897 أن عدد سكان غوريا أقل من 100.000، في حين تمتعت محافظة كوتايس بثاني أعلى كثافة سكانية في القوقاز (بعد محافظة يريفان). عكس ذلك زيادة كبيرة في خلال هذه الحقبة، وبحلول 1913، ازداد 35 بالمئة ثانية. كانت غوريا ريفية في معظمها، وكانت أوزورغيتي أكبر مدينة بمساحة 4.694، و26 قرية أخرى مدرجة فقط. كان ثمة عدد قليل من المصانع، رغم وجود بعض معامل التقطير الأصغر بالفعل، وكان معظم السكان يعملون في الزراعة. على عكس بقية أجزاء جورجيا، ولا سيما العاصمة تيفليس، كانت غوريا متجانسة إثنيًا، ومعظم سكانها من أصل إثني جورجي.
حظيت غوريا بمستويات عالية من التعليم نسبة لمنطقة فلاحية فقيرة. كان فيها ما يُقدر بثلاث وستين مدرسة، و 2.833 طالب، في أرجاء المنطقة بحلول عام 1905. أوزورغيتي وحدها كان فيها أربع، واحدة منها للبنات، وما مجموعه 681 طالبًا. نتيجة لذلك، كانت معدلات محو الأمية عالية في أرجاء المنطقة، فبوجود طالب واحد في كل 20 شخص، كان لأوزورغيت أويزد أعلى نسبة من الطلاب في جورجيا. أعطى ذلك غوريا سمعة أنها منطقة مثقفة ومتعلمة، لكن لم يكن ثمة فرص حقيقية للمزيد من التطور هناك، ما أحبط النخبة المثقفة الريفية.
كان لتطوير السكة الحديدية العابرة للقوقاز في 1872 أثرًا كبيرًا على غوريا. ربطت تيفليس بمدينتي باتومي وبوتي الساحليتين، ما سمح للمسافرين بالسفر بسهولة عبر جورجيا، وكان ممكنًا الذهاب من أوزورغيتي إلى باتومي في 40 دقيقة. نظرًا لعجز العديد من الغوريين عن كسب عيشهم من الأراضي الزراعية، تحولوا إلى عمال موسميين، وصاروا يسافرون إلى باتومي وبوتي، أو مناطق أخرى آخذة بالتطور عبر جورجيا. بالفعل، بحلول عام 1900، كان معظم العمال البالغ عددهم 12.000 في باتومي، والتي كانت ثالث أكبر مركز صناعي في جنوب القوقاز، من غوريا.
كان ورود الأفكار الاشتراكية عاملًا مهمًا أيضًا في غوريا. ذكرها غريغوري أليكسينسكي، وهو ناشط بلشفي في خلال وجود الجمهورية، على أنها «قلعة منشفيك». خرج العديد من المناشفة الجورجيين البارزين، وهم الفصيل القائد للديمقراطيين الاجتماعيين الجورجيين، من غوريا، وكان 30 بالمئة تقريبًا من المفوضين الجورجيين في مؤتمر الحزب الخامس في عام 1907 من المنطقة. كان العديد من البلاشفة الجورجيين، وهم الفصيل الرئيس الآخر في حزب العمال الديمقراطي الاشتراكي الروسي (آر إس دي إل بّي)، غوريين أيضًا، رغم أن المنطقة كان تدعم المناشفة بأغلبية ساحقة. تعرض العديد من العمال الذين ذهبوا إلى باتومي وبوتي للمثل الاشتراكية، وشاركوا في إضرابات ونشاطات عمالية أخرى بقيادة آر إس دي إل بّي، وعندما عادوا إلى غوريا عرّضوا الفلاحين لهذه المثل. بصورة خاصة، بعد تفريق إضراب في باتومي في 1902، أُجبر 500 إلى 60 عامل على مغادرة المدينة، وتوجه العديد منهم إلى غوريا.

### قضايا الأراضي
لكونها متخلفة وفقيرة، كانت غوريا تعاني عجزًا خطرًا في الأراضي، وازداد ذلك سوءًا نتيجة النمو السكاني وإصلاح التحرر 1861. رغم تحرير العبيد إسميًا من العبودية، لم يُحرروا من التزاماتهم الاقتصادية، وبالتالي ظل الفلاحون في جورجيا «ملزمين آنيًا» لأسيادهم السابقين من دون أي تحسُن حقيقي في حيواتهم.
لم تحظ أسرة الفلاحين العادية على أكثر من 1.5 ديسياتينا (نفس مساحة الهكتار تقريبًا)، ونصف تلك الأرض مستأجَر. في روسيا الأوروبية، كان هذا الرقم أقرب إلى 10 أو 11 ديسيتانيا للأسرة الواحدة، في حين قدّرت السلطات في كوتايس أن العائلة الفقيرة في حاجة إلى 4 ديسيتانيات على الأقل لتعيش. اقترحت تخمينات موظفي الحكومة أن 70% من الأسر الغوريانية عجزت عن تلبية متطلباتها الأرضية. وهكذا زرع الفلاحون أراضيهم الخاصة، ولكن بما أن ذلك لم يكن كافيًا للبقاء على قيد الحياة، استأجروا من النبلاء أو عملوا في الأراضي بصفة عمال. استأجر 60% تقريبًا  من الفلاحين أراض، ودفعوا بين سدس ونصف المحصول إيجارًا. بين ثمانينيات القرن التاسع عشر والعقد الأول من العشرين، شهدت غوريا معدل زيادة في الأجر أعلى من أي مكان من جنوب القوقاز.